# Strada europea E28
La E28 è una strada europea che collega Berlino a Minsk. Come si evince dalla numerazione, si tratta di una strada intermedia con direzione ovest-est.

## Percorso
La E28 è definita con i seguenti capisaldi di itinerario:
- Berlino;
- Stettino;
- Goleniów;
- Koszalin;
- Danzica;
- Kaliningrad;
- Talpaki;
- Nesterov;
- Kybartai;
- Marijampolė;
- Vilnius;
- Minsk;
- Homel'